# Una questione di sangue
Una questione di sangue (A Question of Blood) è un romanzo poliziesco di Ian Rankin del 2003.
È il quattordicesimo romanzo della serie dedicata al commissario John Rebus.
Tradotto in quindici lingue,  in italiano è stato pubblicato nel 2008 da Longanesi.

## Trama
Un ex agente della SAS, il reggimento antiterrorismo britannico in cui ha militato anche John Rebus, entra in una scuola ammazzando 2 studenti, ferendone un terzo per poi suicidarsi. Tutto sembra chiaro, l'unica incognita sono i motivi che hanno portato l'ex-agente a suicidarsi in questa maniera. Il padre di una delle vittime è un cugino di Rebus. Il padre del sopravvissuto è un candidato politico che vuole sfruttare il caso per la sua campagna elettorale.
Rebus viene sospeso per un'indagine interna a seguito della morte di un delinquente che perseguitava l'agente Clarke ma, come sempre quando non è convinto, prosegue l'indagine seguendo le tracce dell'arma utilizzata nella scuola.
Contemporaneamente entrano in gioco 2 agenti segreti che conducono un'indagine parallela sul suicidio dell'ex-agente. Viene ritrovata droga sulla sua barca e il caso sembra quindi destinato ad essere affidato alla narcotici.
Tutti questi fatti aumentano i dubbi di Rebus che allarga le sue indagini, riuscendo così a far luce su una vecchia missione militare segreta, sulla sparatoria nella scuola e sulla morte del persecutore.

## Edizioni in italiano
- Ian Rankin, Una questione di sangue: romanzo, traduzione di Anna Rusconi, Longanesi, Milano 2006
- Ian Rankin, Una questione di sangue: romanzo, traduzione di Anna Rusconi, Tea, Milano 2008

## Serie televisiva
Il libro occupa, con il titolo Question of Blood, il secondo episodio della terza stagione della serie televisiva Rebus, andato in onda il 15 settembre 2006.